# Gastrodia rwandensis
Gastrodia rwandensis är en orkidéart som beskrevs av Fischer och Killmann. Gastrodia rwandensis ingår i släktet Gastrodia och familjen orkidéer. Inga underarter finns listade i Catalogue of Life.